# Drosophila andamanensis
Drosophila andamanensis este o specie de muște din genul Drosophila, familia Drosophilidae, descrisă de Gupta și Ray-chaudhuri în anul 1970. Conform Catalogue of Life specia Drosophila andamanensis nu are subspecii cunoscute.